# 神话列表

## 非洲

### 非洲北部
- 埃及神話
- 柏柏神話（英语：Berber mythology）

### 非洲西部
- 塞雷爾神話（英语：Serer religion）：塞內加爾塞雷爾人之傳統信仰
- 多貢神話（英语：Dogon religion）：馬利中部多貢人之傳統信仰
- 阿坎神話（英语：Akan religion）：迦納與象牙海岸國界阿坎族之傳統信仰
- 達荷美神話（英语：Dahomean religion）：源於達荷美王國，為豐族傳統信仰
- 約魯巴神話（英语：Yoruba religion）：奈及利亞約魯巴人之傳統信仰
- 烏爾霍博神話（英语：Urhobo people#Religion）：奈及利亞中部尼日河三角洲烏爾霍博族之傳統信仰
- 伊博神話（英语：Odinani）：奈及利亞中部尼日河三角洲伊博族之傳統信仰，又稱歐迪納拉（Odinala）
- 埃菲克神話（英语：Efik mythology）：奈及利亞與喀麥隆國界埃菲克人（英语：Efik people）之傳統信仰

### 非洲中部
- 姆布提神話（英语：Mbuti mythology）：中非共和國俾格米人的神話
- 盧格巴拉神話（英语：Lugbara mythology）：中非共和國盧格巴拉人（英语：Lugbara people）的神話
- 巴魯巴神話（英语：Baluba mythology）：中非共和國班圖語族的神話
- 布松戈神話（英语：Bushongo mythology）：非洲中部大湖地區松戈拉人（英语：Songora people）的神話
- 剛果神話（英语：Kongo religion）：班圖語族剛果語群部族之傳統信仰

### 非洲東部
- 努比亞神話：上古的德敦（英语：Dedun）崇拜
- 丁卡神話（英语：Dinka religion）：南蘇丹丁卡族之傳統信仰
- 洛圖霍神話（英语：Otuho people#religion）：厄利垂亞與南蘇丹奧圖霍人（英语：Otuho people）之傳統信仰
- 索馬利神話（英语：Somali mythology）：索馬里人之傳統信仰
- 卡倫金神話（英语：Kalenjin mythology）：肯亞卡倫金人之傳統信仰
- 馬賽神話（英语：Maasai mythology）：肯亞與坦尚尼亞馬賽人之傳統信仰

### 非洲南部
- 通布卡神話（英语：Tumbuka mythology）：尚比亞、馬拉威及坦尚尼亞通布卡人的神話
- 洛茲神話（英语：Lozi mythology）：尚比西河流域巴羅策蘭（英语：Barotseland）部族之傳統信仰
- 馬拉加西神話
- 科伊科伊神話
- 祖魯神話（英语：Zulu mythology）：南非祖魯族的神話

### 全球非裔
- 海地巫毒
- 胡都（Hoodoo）：盛行於紐奧良
- 帕洛教（英语：Palo (religion)）：盛行於古巴
- 聖地里亞（英语：Santería）：盛行於古巴
- 庫米納（英语：Kumina）：盛行於牙買加
- 奧比教（英语：Obeah）：盛行於西印度群島
- 坎多布雷（英语：Candomblé）：盛行於巴西
- 津班達（英语：Quimbanda）：盛行於巴西
- 溫班達（英语：Umbanda）：盛行於巴西

## 大洋洲
- 澳洲原住民神話（英语：Australian Aboriginal religion and mythology）
- 密克羅尼西亞神話（英语：Micronesian mythology）
- 美拉尼西亞神話（英语：Melanesian mythology）
  - 巴布亞神話（英语：Papuan mythology）
  - 斐濟神話（英语：Fijian mythology）
- 玻里尼西亞神話（英语：Polynesian narrative）
  - 薩摩亞神話（英语：Samoan mythology）
  - 夏威夷神話（英语：Hawaiian religion）
  - 大溪地神話（英语：Tahiti and Society Islands mythology）
  - 芒阿雷瓦神話（英语：Mangarevan narrative）：芒阿雷瓦岛，位於甘比爾群島。
  - 毛利神話（英语：Māori religion）
  - 拉帕努伊神話（英语：Rapa Nui religion）：復活節島

## 亞洲

### 東亞
- 阿伊努神話（俄语：Мифология айнов）
- 日本神話
- 琉球神话
- 朝鮮神話
- 蒙古神話（英语：Mongolian shamanism）：薩滿信仰
- 突厥神話（英语：Turkic mythology）
- 滿洲神話（英语：Manchu shamanism）：薩滿信仰
- 中國神話
- 白族神話（本主教）（英语：Benzhuism）
- 羌族神話（英语：Qiang folk religion）：民俗信仰
- 西藏（圖博）神話（英语：Tibetan mythology）

台湾原住民神话

### 東南亞
- 越南神話（英语：Vietnamese folk religion）：民俗信仰
- 緬甸神話（英语：Burmese folk religion）：民俗信仰
- 柬埔寨神話
- 寮國神話
- 泰國神話（英语：Thai folklore）：民俗信仰
- 馬來西亞神話（英语：Malaysian folk religion）：民俗信仰
- 菲律賓神話（英语：Philippine mythology）
- 印尼神話
  - 峇里神話（英语：Balinese mythology）
- 曼尼普爾神話（英语：Meitei mythology）：印度東部曼尼普爾邦梅泰族的神話

### 南亞
- 佛教神話（英语：Buddhist mythology）
- 印度神話
  - 吠陀神話
  - 坦米爾神話（英语：Tamil mythology）
  - 阿亞瓦芝神話（英语：Ayyavazhi mythology）：源於阿亞瓦芝信仰
- 羅姆（吉普賽）神話（英语：Romani folklore）：民俗信仰

### 西亞
- 亞伯拉罕神話
  - 猶太神話（英语：Jewish mythology）
  - 基督教神話（英语：Christian mythology）
  - 伊斯蘭神話（英语：Islamic mythology）
- 閃族神話（英语：Ancient Semitic religion）：古代宗教
  - 阿拉伯神話
  - 迦南神話（英语：Ancient Canaanite religion）：古代宗教
- 埃蘭神話（英语：Elam#Religion）：古代宗教
- 庫德神話（英语：Kurdish mythology）
- 西臺神話（英语：Hittite mythology and religion）：古代宗教
- 波斯神話
- 美索不達米亞神話（英语：Mesopotamian myths）：古代宗教
  - 蘇美神話
  - 阿卡德神話
  - 巴比倫神話
  - 亞述神話
- Hurrian mythology（英语：Hurrian religion）

### 中亞
- 斯基泰神話（英语：Scythian religion）

### 北亞
- 西伯利亞神話（英语：Shamanism in Siberia）

### 高加索
- 亞美尼亞神話（英语：Armenian mythology）
- 切爾克斯神話
- 喬治亞神話（英语：Georgian mythology）
- 奧塞梯神話（英语：Ossetian mythology）
- 瓦依納赫神話（英语：Vainakh religion）

## 歐洲

### 東歐
- 古巴爾幹神話（英语：Paleo-Balkan mythology）
  - 阿爾巴尼亞神話（英语：Albanian mythology）
  - 達契亞神話（英语：Dacian religion）
  - 伊利里亞神話（英语：Illyrian mythology）
  - 色雷斯神話（英语：Thracian religion）
- 波羅的神話（英语：Baltic mythology）
  - 拉脫維亞神話（英语：Latvian mythology）
  - 立陶宛神話（Lithuanian mythology）
  - 古普魯士神話（英语：Prussian mythology）
- 斯拉夫神話（Slavic mythology）
- 匈牙利神話（英语：Hungarian mythology）

### 北歐
- 日耳曼神話（英语：Germanic mythology）
  - 北歐神話（Norse mythology）
  - 歐陸日耳曼神話
  - 法蘭克神話（英语：Frankish mythology）
  - 盎格魯撒克遜神話（英语：Anglo-Saxon paganism）
  - 英格蘭神話（英语：English mythology）
- 波羅的芬蘭神話（英语：Finnic mythology）
  - 芬蘭神話（Finnish mythology）
  - 愛沙尼亞神話（英语：Estonian mythology）
  - 薩米神話（英语：Sami mythology）：薩米人之傳統信仰

### 南歐
- 古希臘羅馬神話（Classical mythology）
  - 希臘神話（Greek mythology）
  - 羅馬神話（Roman mythology）
- 伊特拉斯坎神話（英语：Etruscan mythology）

### 西歐
- 西班牙神話（英语：Spanish mythology）
- 巴斯克神話
- 凱爾特神話（Celtic mythology）
  - 盧西塔尼亞神話（英语：Lusitanian mythology）
  - 布立吞神話（英语：Wikipedia:Shortpages/Mythology/Celtic/Brythonic/Insular）（Brythonic mythology）
    - 不列塔尼神話（英语：Breton mythology）
    - 康瓦爾神話（英语：Cornish mythology）
    - 威爾斯神話（英语：Welsh mythology）

  - 坎塔布里神話（英语：Cantabrian mythology）
  - 蓋爾神話（英语：Wikipedia:Shortpages/Mythology/Celtic/Goidelic）（Gaelic/Goidelic mythology）
    - 愛爾蘭神話（Irish mythology）
    - 曼島神話 （页面存档备份，存于）（Manx mythology）
    - 蘇格蘭神話（英语：Scottish mythology）

## 美洲

### 北美洲
- 因紐特神話（英语：Inuit religion）：因紐特人之傳統信仰。
- 阿本拿基神話（英语：Abenaki mythology）：阿本拿基族傳統領域位於大西洋岸，包含新英格蘭、海洋省分及魁北克。
- 易洛魁神話（英语：Iroquois mythology）：易洛魁聯盟傳統領域位於五大湖東方及南方。
- 切羅基神話（英语：Cherokee mythology）：切羅基人傳統領域位於阿帕拉契山脈南段的疏林地帶，目前多居住於奧克拉荷馬州的切羅基國（Cherokee Nation）。
- 克里克神話（Creek mythology）：克里克人與塞米諾爾人傳統領域位於阿帕拉契山脈南段，目前多居住於奧克拉荷馬州及佛羅里達州。
- 喬克托神話（英语：Choctaw mythology）：喬克托族傳統領域位於美國南部密西西比河下游平原。
- 拉科塔神話（英语：Lakota mythology）：拉科塔族傳統領域位於北美大平原。
- 波尼神話（英语：Pawnee mythology）：波尼族傳統領域位於北美大平原，目前多居住於奧克拉荷馬州的波尼國（Pawnee Nation）。
- 霍皮神話（英语：Hopi mythology）：霍皮族傳統領域位於亞利桑那州。
- 納瓦荷神話（英语：Diné Bahaneʼ）：納瓦荷人傳統領域位於科羅拉多高原上的納瓦荷國。
- 祖尼神話（英语：Zuni mythology）：祖尼族傳統領域位於新墨西哥州。
- 黑腳神話（英语：Blackfoot mythology）：黑腳聯盟傳統領域位於洛磯山脈以東的蒙大拿州、亞伯達省及薩克其萬。
- 厄薩羅格神話（英语：Crow religion）：厄薩羅格人（Crow people, Apsáalooke）傳統領域位於蒙大拿州南方至黃石國家公園一帶。
- 尖山神話（英语：Tsimshian mythology）：尖山人（英语：Tsimshian）傳統領域位於卑詩省直到阿拉斯加。
- 海達神話（英语：Haida mythology）：海達族傳統領域位於太平洋岸的海達瓜依以及阿拉斯加南部的一些屯墾地。
- 努查努阿特神話（英语：Nuu-chah-nulth mythology）：努查努阿特人傳統領域位於溫哥華島西岸。
- 奧隆神話（英语：Ohlone mythology）：奧隆人（英语：Ohlone）傳統領域位於北加州海岸。

### 中美洲
- 阿茲特克神話（Aztec mythology）
- 瑪雅神話（Maya mythology）
- 奧爾梅克神話（英语：Olmec religion）
- 米斯特克神話（Mixtec mythology）：科西尤（英语：Cocijo）崇拜。
- 塔拉曼卡神話（英语：Talamancan mythology）：布里布里人（英语：Bribri people）及卡貝卡人（英语：Cabécar people）的神話。
- 薩波特克神話（Zapotec mythology）：扎胡伊（英语：Dzahui）崇拜。
- 加勒比神話（英语：Ancient Canaanite religion）

### 南美洲
- 穆伊斯卡神話（英语：Muisca mythology）：穆伊斯卡人之傳統信仰。
- 印加神話（Inca mythology）
- 瓜拉尼神話（Guarani mythology）
- 奇洛埃神話（英语：Chilote mythology）：智利湖大區喬諾人（英语：Chono people）和惠里切人（英语：Huilliche people）的神話。
- 馬普切神話（英语：Mapuche religion）：馬普切人之傳統信仰。

## 古代神話

### 青銅時代神話
- 加勒比神話（英语：Ancient Canaanite religion）
- 埃及神話
- Hurrian mythology（英语：Hurrian religion）
- 原始印歐神話（Proto-Indo-European mythology）
- 西臺神話（英语：Hittite mythology and religion）
- 波斯神話
- 印度神話（Hindu mythology）
- 中國神話

### 鐵器時代神話
- 凱爾特神話（Celtic mythology）
- 古希臘羅馬神話（Classical mythology）
  - 希臘神話（Greek mythology）
  - 羅馬神話（Roman mythology）
- 北歐神話（Norse mythology）
- 斯拉夫神話（Slavic mythology）

## 宗教神話
- 印度教神話（Hindu mythology）
- 梅泰神話（英语：Meitei mythology）
- 佛教神話（英语：Buddhist mythology）
- 威卡神話（Wicca）
- 諾斯底神話（英语：Sophia (Gnosticism)）（Gnostic mythology）
- 猶太教神話（英语：Jewish mythology）
- 基督教神話（英语：Christian mythology）
- 伊斯蘭神話（英语：Islamic mythology）

## 原创神話
- 威廉·布萊克的神話（英语：William Blake's mythology）
- 克蘇魯神話（Cthulhu Mythos）
- 中土世界神話（Middle-earth）
- 漫威宇宙
- DC宇宙
- SCP基金會

光神话系列
原神